# Príncep Hisaaki
El Príncep Hisaaki (久明親王, Hisaaki Shinnō, 19 d'octubre del 1276 - 16 de novembre del 1328) va ser el vuitè shogun del shogunat Kamakura del Japó; va governar entre el 1289 i 1308. Va ser el fill de l'Emperador Go-Fukakusa i estava controlar pèls regents del clan Hōjō.